# Brainstorm (tysk musikgrupp)
Brainstorm är ett tyskt heavy metal/power metal band från Heidenheim an der Brenz, som grundades 1989 av Torsten Ihlenfeld, Milan Loncaric och Dieter Bernert. De är kända för att spela en mörkare variant inom tyska power metal-scenen.

## Medlemmar

### Nuvarande medlemmar
- Dieter Bernert – trummor (1989– )
- Torsten Ihlenfeld – gitarr, bakgrundssång (1989– )
- Milan Loncaric – gitarr, bakgrundssång (1989– )
- Andy B. Franck – sång (1999– )
- Antonio Ieva – basgitarr (2007–)

### Tidigare medlemmar
- Stefan Fronk – sång (1990–1991)
- Marcus Jürgens – sång (1991–1999)
- Peter Waldstätter – basgitarr (1990)
- Andreas Mailänder – basgitarr (1990–2007)
- Henning Basse – sång (1998–1999)

## Diskografi
Demo
- Hand of Doom (1990)
- Heart of Hate (1993)
- The 5th Season (1994)
- Demo Promo '96 (1996)

Studioalbum
- Hungry (1997)
- Unholy (1998)
- Ambiguity (2000)
- Metus Mortis (2001)
- Soul Temptation (2003)
- Liquid Monster  (2005)
- Downburst (2008)
- Memorial Roots (2009)
- On the Spur of the Moment (2011)
- Firesoul (2014)
- Scary Creatures (2016)
- Midnight Ghost (2018)
- Wall Of Skulls (2021)

Livealbum
- Live Suffering: The Official Bootleg (2004)

EP
- All Those Words (2005)

Singlar
- "Fire Walk with Me" (2007)

Samlingsalbum
- Just Highs No Lows (12 Years of Persistence) (2009)

Video
- Honey from the B's (Beasting Around the Bush) (2007)